# Rožnik (priimek)
Rožnik je priimek več znanih Slovencev:
- Hugo (Franc) Rožnik (1891—1970), pravnik, teolog, kartuzijanski pater, pesnik, pisatelj, umetniški fotograf
- Jerca Rožnik Novak (*1992), plesalka in koreografinja
- Pavle Rožnik (1925—1979), gradbenik